# Streak-Kamera

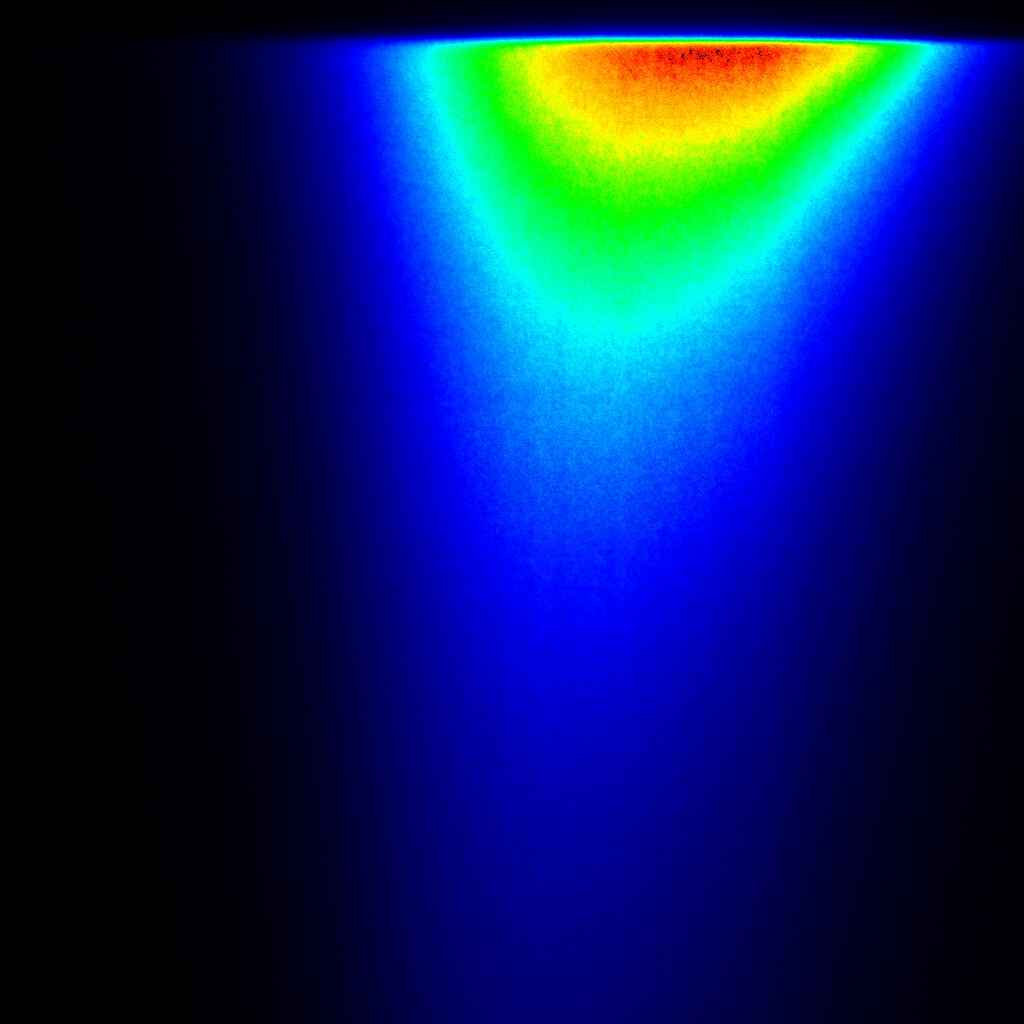
Photolumineszenz einer Solarzelle

Streak-Kameras (Schmierbild-Kamera) werden verwendet, um sehr schnelle Prozesse zeitaufgelöst zu messen. Unter Verzicht auf eine räumliche Dimension des Motives können sie stattdessen den Zeitstrahl darin darstellen. In der optischen Spektroskopie werden dazu Zeitauflösungen im Bereich von wenigen Pikosekunden benötigt.
Das Prinzip einer Streak-Kamera ist dabei Folgendes: Zwei optische Pulse mit einem zeitlichen Versatz von Δt treffen auf die Photokathode der Streak-Kamera auf und lösen dort Elektronen aus. Diese werden beschleunigt und durchlaufen ein zeitabhängiges, elektrisches Feld. Da die Elektronen durch den zeitlichen Versatz zu unterschiedlichen Zeiten aus der Photokathode ausgeschlagen werden, durchlaufen beide unterschiedliche elektrische Felder und werden somit unterschiedlich stark abgelenkt. Die dadurch erzielte räumlich-definierte Trennung kann nun dazu benutzt werden, auf den zeitlichen Versatz der Elektronen und damit der optischen Pulse zu schließen.
Heutige Kameras liefern zeitliche Auflösungen im Bereich von Femtosekunden. Ende des Jahres 2011 sorgten Forscher des Massachusetts Institute of Technology für Aufsehen, als sie einen auf der Streak-Kameratechnik basierenden Apparat vorstellten, der 600 Milliarden Aufnahmen pro Sekunde machen kann. Mit dieser Kamera lässt sich z. B. die Ausbreitung von Licht bzw. von Photonen beobachten.
Ältere Streak-Kameras verwendeten einen rotierenden Spiegel, um das Bild eines Spaltes über einen Film laufen zu lassen. Aufgrund der ungewissen Position des Spaltbildes zu einem von außen vorgegebenen Zeitpunkt boten diese Kameras einen Triggerausgang mit einstellbarem Zeitversatz, der dazu verwendet werden musste, beim Auslösen der Kamera das zu fotografierende Ereignis ebenfalls auszulösen.